# Ратушняк Георгій Сергійович
Ратушняк Георгій Сергійович (народився 9 вересня 1947 р.) — український науковець, декан факультету будівництва, теплоенергетики та газопостачання Вінницького національного технічного університету (1990-2019), кандидат технічних наук (1975), професор (1999), заслужений працівник освіти України (2012), відмінник освіти України (2002), академік Академії будівництва України (1997).

## Життєпис
Ратушняк Георгій Сергійович народився 9 вересня 1947 року в смт Плещениці Мінської області Білорусі в сім’ї учасників Великої Вітчизняної війни. В 1958 році родина переїхала на проживання в смт. Тростянець  Вінницької області. У 1965 році Георгій Сергійович закінчив Тростянецьку середню школу та вступив до Омського сільськогосподарського інституту на гідромеліоративний факультет, який закінчив у 1970 році, отримавши диплом інженера-гідротехніка.

## Професійна діяльність
1970-1972 — асистент кафедри гідротехнічних меліорацій Омського сільськогосподарського інституту (ОмСГІ);
1972-1975 — аспірант кафедри водопостачання та гідрології ОмСГІ;
1975 — захистив кандидатську дисертацію за спеціальністю «Гідравліка та інженерна гідрологія»;
1975-1980 — асистент, старший викладач, доцент кафедри гідротехнічних меліорацій ОмСГІ;
1979 — присвоєно вчене звання доцента на кафедрі гідротехнічних меліорацій ОмСГІ;
1980-1992 — доцент кафедри промислового та цивільного будівництва Вінницького політехнічного інституту (ВПІ);
1980-1988 — заступник декана інженерно-будівельного факультету ВПІ по роботі з іноземними студентами;
1988-1990 — заступник декана інженерно-будівельного факультету ВПІ з навчально-методичної роботи;
1990-2001 — декан факультету будівництва та його інженерно-економічного забезпечення Вінницького державного технічного університету (ВДТУ);
1992-1995 — професор кафедри архітектури та інженерного забезпечення будівництва ВДТУ;
1995-1997 — завідувач кафедри газопостачання та інженерного забезпечення будівництва ВДТУ;
1997-2001 — професор кафедри теплоенергетики та газопостачання ВДТУ;
1997 — обрано дійсним членом Академії будівництва України;
1999 — присвоєно вчене звання професора кафедри теплоенергетики та газопостачання Міжнародної кадрової академії;
2002-2014 — завідувач кафедри теплогазопостачання, директор Інституту будівництва, теплоенергетики та газопостачання Вінницького національного технічного університету (ВНТУ);
2015-2019 — декан факультету будівництва, теплоенергетики та газопостачання (ФБТЕГП) ВНТУ.

## Наукові ступені та вчені звання
1975 — кандидат технічних наук;
1976 — присвоєно вчене звання доцента;
1999 — отримав вчене звання професора.

## Нагороди[3]
— Лауреат першої премії Міністерства вищої та середньої освіти України за досягнення в навчально-виховній та науково-педагогічній роботі (1995);
— Почесна грамота ВНТУ за багаторічну плідну працю з розвитку фізичної культури і спорту (1998);
— Почесні грамоти Вінницького обласного спортивного клубу «Гарт» за досягнуті успіхи та активну участь в організації та проведенні «Спартанських ігор» (1998, 2001);
— Лауреат Вінницької обласної педагогічної премії за високий професіональний рівень, наукову та педагогічну діяльність (1999);
— Нагрудний знак «Відмінник освіти України» (2002);
— Почесна грамота Державного комітету України з енергозбереження за вагомі досягнення в реалізації державної політики у сфері використання енергоресурсів (2004);
— Внесено до іміджевого видання «Кращі науково-педагогічні працівники вищих навчальних закладів України» (2004);
— Подяка Вінницької міської громадської організації допомоги дітям та особам з інвалідністю та інтелектуальною недостатністю «Надія» (2004);
— Почесна грамота ВНТУ за високі показники у винахідницькій роботі (2005);
— Почесна грамота Вінницької державної адміністрації  та обласної Ради за особистий внесок у розвиток національної освіти та плідну наукову діяльність (2006);
— Внесено до іміджевого видання «Академія будівництва України. 15 років звершень» (2008);
— Почесна грамота Академії педагогічних наук України за вагомий внесок у розвиток педагогіки вищої школи та підготовку висококваліфікованих інженерно-технічних кадрів (2010);
— Почесна грамота з нагоди 50-річчя ВНТУ та за значні досягнення в розбудові університету (2010);
— Почесна грамота Вінницької обласної державної адміністрації за значний внесок у наукові досягнення ВНТУ та з нагоди Дня науки (2012);
— Почесне звання «Заслужений працівник освіти України» за значний особистий внесок у розвиток житлово-комунального господарства та побутового обслуговування населення, вагомі трудові здобутки, багаторічну сумлінну працю та з нагоди Дня працівників житлово-комунального господарства та побутового обслуговування населення (2012);
— Почесна грамота Вінницької обласної держадміністрації з нагоди відзначення в області Дня працівників житлово-комунального господарства та побутового обслуговування населення (2012);
— Подяка Академії будівництва України «За визначні особисті досягнення і творчі здобутки в будівництві» (2013);
— Подяка Вінницької обласної державної адміністрації та обласної ради  за багаторічну сумлінну працю, вагомий особистий внесок у розвиток будівельної галузі, високий професіоналізм (2013);
— Грамота Спортивного клубу Вінницького національного технічного університету (2015);
— Почесна грамота Вінницької обласної державної адміністрації та обласної ради  за сумлінну працю та особистий внесок в розвиток житлово-комунальної галузі (2016);
— Нагрудний знак Міністерства освіти і науки України «За наукові та освітні досягнення» (2020);
— Призначено довічну державну стипендію Кабінету Міністрів України за видатні заслуги у сфері вищої освіти (2021).

## Наукові надбання
Результатом наукової та педагогічної діяльності Г. С. Ратушняка є понад 400 наукових праць та понад 100 авторських свідоцтв і патентів на винаходи. Розроблене за його участю експериментальне енергозберігаюче устаткування впроваджено у виробництво. Значну увагу Георгій Сергійович приділяє вирішенню актуальних навчально-методичних проблем педагогіки вищої школи.
Напрям наукової діяльності – вдосконалення технологічних процесів та робочих параметрів тепло-, ресурсо- та природозберігаючих систем й устаткування для будівельної галузі та житлово-комунального господарства.

## Монографії
1. Біогазові установки з відновлювальними джерелами енергії термостабілізації процесу ферментації біомаси : монографія / Г. С. Ратушняк, О. Г. Лялюк, І. А. Кощеєв ; ВНТУ. — Вінниця : ВНТУ, 2017. — 84 с. — ISBN 978-966-641-706-3. 
2. Вібросилова технологія формування декоративних бетонних виробів : монографія / Г. С. Ратушняк, Н. М. Слободян ; ВНТУ. — Вінниця : УНІВЕРСУМ-Вінниця, 2007. — 161 с. — ISBN 978-966-641-221. [Архівовано 23 жовтня 2019 у Wayback Machine.]
3. Енергоефективні технологічні процеси та обладнання біоконверсії : монографія / Г. С. Ратушняк, К. В. Анохіна ; ВНТУ. — Вінниця : ВНТУ, 2013. — 148 с. — ISBN 978-966-641-546-5. [Архівовано 12 квітня 2020 у Wayback Machine.]
4. Інтенсифікація біоконверсії коливальним перемішуванням субстрату : монографія / Г. С. Ратушняк, В. В. Джеджула ; ВНТУ. — Вінниця : УНІВЕРСУМ-Вінниця, 2008. — 117 с. —  ISBN 978-966-641-272. [Архівовано 23 жовтня 2019 у Wayback Machine.]
5. Критеріальний метод оцінювання засобів обліку в системах водопостачання : Монографія / Г. С. Ратушняк, С. Й. Шаманський. — Вінниця : УНІВЕРСУМ-Вінниця, 2003. — 180 с. — ISBN 966-641-062-1.
6. Прогнозування міцності та розподілу бокового тиску при виробництві пресованих бетонних дорожніх каменів : монографія / Г. С. Ратушняк, І. Н. Дудар, Ю. С. Бікс ; ВНТУ. — Вінниця : ВНТУ, 2014. — 120 с. —  ISBN 978-966-641-583-0. [Архівовано 23 жовтня 2019 у Wayback Machine.]
7. Регулювання витрати аеродинамічних потоків в системах вентиляції та аспірації : монографія / Г. С. Ратушняк, Р. В. Степанковский ; ВНТУ. — Вінниця : ВНТУ, 2015. — 112 с. — ISBN 978-966-641-643-1. [Архівовано 12 квітня 2020 у Wayback Machine.]
8. Управління змістом проектів із забезпеченням надійності зовнішніх газорозподільних мереж : монографія / Г. С. Ратушняк, О. І. Ободянська ; ВНТУ. — Вінниця : ВНТУ, 2014. — 128 с. — ISBN 978-966-641-582-3.
9. Термічно неоднорідні енергоощадні огороджувальні конструкції малоповерхових будівель : монографія / Б. С. Бікс, Г. С. Ратушняк ; ВНТУ. — Вінниця : ВНТУ, 2019. — 76 с.

## Громадська діяльність
Ратушняк Георгій Сергійович – голова вченої ради факультету будівництва, теплоенергетики та газопостачання ВНТУ, член вченої ради ВНТУ [Архівовано 23 жовтня 2019 у Wayback Machine.], член спеціалізованої вченої ради по захисту кандидатських дисертацій зі спеціальності 05.23.05 «Будівельні матеріали і вироби» [Архівовано 18 січня 2018 у Wayback Machine.], член методичної ради ВНТУ [Архівовано 23 жовтня 2019 у Wayback Machine.], заступник головного редактора міжнародного науково-технічного журналу «Сучасні технології, матеріали і конструкції в будівництві» [Архівовано 23 жовтня 2019 у Wayback Machine.], член редколегії республіканського науково-технічного збірника «Нова тема», експерт з ліцензування і акредитації вищих навчальних закладів державної акредитаційної комісії МОН України.

## Захоплення
Садівництво, будівництво